# I littori riportano a Bruto i corpi dei suoi figli
I littori riportano a Bruto i corpi dei suoi figli è un dipinto a olio su tela (323 × 422 cm) realizzato nel 1789 (non è chiaro se terminato dopo la presa della Bastiglia o prima della rivoluzione) dal pittore Jacques-Louis David. È conservato nel Musée du Louvre di Parigi. L'opera segna accanto alla Morte di Socrate e il Giuramento degli Orazi, l'apice del neoclassicismo francese.

## Storia e descrizione
I cadaveri dei figli di Lucio Giunio Bruto sono retti su delle lettighe dai littori (attendenti dei magistrati, che portano a simbolo della loro autorità un fascio di bastoni, il fascio littorio), e condotti al cospetto del padre, che li accoglie con impassibilità.
Commissionato da Luigi XVI, costituisce un altro esempio di dipinto che esprime il patriottismo dell'opera davidiana, un attaccamento alla nazione così veemente da trascendere i legami familiari, tanto che Bruto ostenta totale indifferenza alla restituzione dei corpi dei figli morti, accusati di cospirare contro Roma per il ritorno dei Tarquini e per questo giustiziati.Tuttavia, il taciuto amore paterno, doverosamente occultato da Bruto, è svelato dalla posizione di tensione dei piedi della sua figura.
David divide le sfere emotive, attribuendo all'universo maschile i valori di etica e il sentimento di impassibilità, e a quello femminile il dolore e il pathos.